# Самнер (округ, Теннесси)
Округ Самнер (англ. Sumner County) располагается в штате Теннесси, США. Официально образован в ноябре 1786 года. По состоянию на 2010 год, численность населения составляла 160 645 человек.

## География
По данным Бюро переписи США, общая площадь округа равняется 1406,371 км2, из которых 1370,111 км2 — суша, и 14,000 км2, или 2,540 % — это водоёмы.

## Население
По данным переписи населения 2000 года в округе проживает 130 449 жителей в составе 48 941 домашнее хозяйство и 37 048 семей. Плотность населения составляет 95,00 человек на км2. На территории округа насчитывается 51 657 жилых строений, при плотности застройки около 38,00-ми строений на км2. Расовый состав населения: белые — 91,49 %, афроамериканцы — 5,78 %, коренные американцы (индейцы) — 0,29 %, азиаты — 0,66 %, гавайцы — 0,03 %, представители других рас — 0,80 %, представители двух или более рас — 0,96 %. Испаноязычные составляли 1,76 % населения независимо от расы.
В составе 48 941,00 % из общего числа домашних хозяйств проживают дети в возрасте до 18 лет, 18,00 % домашних хозяйств представляют собой супружеские пары, проживающие вместе, 61,10 % домашних хозяйств представляют собой одиноких женщин без супруга, 10,80 % домашних хозяйств не имеют отношения к семьям, 20,30 % домашних хозяйств состоят из одного человека, 7,20 % домашних хозяйств состоят из престарелых (65 лет и старше), проживающих в одиночестве. Средний размер домашнего хозяйства составляет 2,64 человека, и средний размер семьи — 3,04 человека.
Возрастной состав округа: 26,30 % — моложе 18 лет, 8,00 % — от 18 до 24, 30,70 % — от 25 до 44, 24,30 % — от 45 до 64, и 24,30 % — от 65 и старше. Средний возраст жителя округа — 36 лет. На каждые 100 женщин приходится 95,90 мужчин. На каждые 100 женщин старше 18 лет приходится 92,30 мужчин.
Средний доход на домохозяйство в округе составлял 46 030 USD, на семью — 52 125 USD. Среднестатистический заработок мужчины был 36 875 USD против 25 720 USD для женщины. Доход на душу населения составлял 21 164 USD. Около 6,20 % семей и 8,10 % общего населения находились ниже черты бедности, в том числе — 10,50 % молодежи (тех, кому ещё не исполнилось 18 лет) и 10,00 % тех, кому было уже больше 65 лет.